# 西蒙·克龙
西蒙·克龙（瑞典語：Simon Kroon；1993年6月16日—）是一位瑞典足球運動員。在場上的位置是邊鋒。他現在效力於瑞典足球超級聯賽球隊馬爾默足球俱樂部。他的父親也是一位職業球員。他也代表瑞典國家足球隊參賽。